# ロジェ・ミュラロ
- ロジェ・ムラロ

ロジェ・ミュラロ（Roger Muraro, 1959年5月13日 - ）は、フランスのピアノ奏者。

## 経歴
リヨンの生まれ。両親はヴェネツィア地方の出身だった。元々リヨン国立高等音楽・舞踊学校でサクソフォーンを学んでいたが、独学で鍵盤楽器の奏法をマスターし、13歳よりスザンヌ・ボサードにピアノを学んだ。19歳でパリ音楽院に入学してイヴォンヌ・ロリオとエリアーヌ・リシュパン (Éliane Richepin) の薫陶を受けた。1981年にパルマで開催されたフランツ・リスト国際ピアノ・コンクールで優勝。1986年にはチャイコフスキー国際コンクールのピアノ部門で4位入賞を果たした。1988年には、パリでオリヴィエ・メシアンの《幼子イエスに注ぐ20の眼差し》を弾いて作曲者本人から賞賛されて脚光を浴びた。
1995年から2002年まで、リヨン国立高等音楽・舞踊学校のピアノ・クラスのディレクターをつとめた。
メシアンとラヴェルのピアノ独奏曲の全曲録音を行っている。リストについても集中的に演奏している。
メシアンがドビュッシー生誕100年を記念するために作曲したが未完に終わった三重協奏曲のピアノ部分のスケッチを編曲し、『エローに棲まうムシクイたち (Fauvettes de l’Hérault)』の題で2017年6月23日に日本のトッパンホールで世界初演した。ドビュッシー没後100周年の2018年にはドビュッシー『練習曲』と『エローに棲まうムシクイたち』を収録したCDを出している。